# محمد قاسمي (كاتب جزائري)
محمد قاسمي الحسني (1955) روائي وكاتب مسرحي جزائري.

## النشأة
ولد محمد قاسمي عام 1955 في الهامل بالجزائر الفرنسية. نشأ كمسلم ودرس في المدارس الفرنسية والإسلامية. هاجر إلى فرنسا عام 1981، واستقر في باريس.

## مسيرته
ألف قاسمي العديد من الروايات والمسرحيات والكتب غير الخيالية. رُفضت روايته الأولى Le mouchoir (المنديل)، أربع عشرة مرة قبل أن تنشرها دار نشر آرماتان عام 1987. تلقت مسرحيته Terre sainte (الأرض المقدسة) سنة 2006، استقبالاً جيدًا من صحيفة لو فيغارو عندما تم عرضها في أفينيون في عام 2013. عملت قاسمي أيضًا كمترجم وكاتب شبح (وهو مصطلح يعني شخصًا يكتب لصالح شخص آخر دون أن يُذكر اسمه). كان أيضًا مساهمًا في مجلة Actuel الفرنسية، وأنتج Les Chemins de la connaissance (دروب المعرفة) عن الثقافة الفرنسية. في عام 2005، كان قاسمي (مع مؤلفين آخرين مثل آلان ديكو وريتشارد ميليت وجان بيير تيولي) أحد ضيوف معرض بيروت للكتاب في مركز بيروت الدولي للمعارض والترفيه (بيال).

## آراؤه
قاسمي هو أحد منتقدي قناة الجزيرة. في أعقاب حادثة الهجوم على شارلي إبدو في 7 يناير 2015، كتب منشورًا على فيسبوك يتحدث فيه عن تعليقات أدلى بها مراهقون من فال دي مارن ضد شارلي إبدو؛ ومع ذلك، لم يكن قادرًا على تحديد المكان الذي سمعهم فيه، مما دفع مجلة ماريان وبعض وسائل الإعلام الأخرى للتساؤل عما إذا كان قد كذب في ذلك الأمر.
في لقاء له أواخر سنة 2019، قال محمد قاسمي: «اليوم هناك انفتاح للمجتمع الفرنسي على ثقافات وأفكار جديدة، ولكن في نفس الوقت نرى المجتمع الفرنسي منزوي على ثقافته وهويته الفرنسية. نحن في مرحلة مضطربة وانتقالية، يحاول فيها المجتمع أن ينفتح أحيانا وينزوي أحيانا أخرى على هويته». ويرى قاسمي أن دوره كمثقف جزائري يكتب باللغة الفرنسية هو «إهداء وإبراز وجه إنساني وأدبي وشاعري يخالف ويعاكس الوجه العنيف والبشع الذي يراه المجتمع الأوروبي بالنسبة للعالم العربي والإسلامي».

## أعماله

### الروايات
- قاسمي، محمد (1987). المنديل. باريس: دار نشر آرماتان. ISBN:9782858028290. OCLC:18712177.[11]
- قاسمي، محمد (1987). Parole du Qarmate. باريس: دار نشر آراماتان. OCLC:949264366.[12]
- قاسمي، محمد (1996). اليوم الأخير. باريس: ستوك. ISBN:9782234045682. OCLC:34611014.[13]
- قاسمي، محمد (2000). اعتراف إبراهيم: قصة درامية. باريس: غاليمارد. ISBN:9782070759507. OCLC:45171545.[14]
- قاسمي، محمد (2007). كليوباترا، ملكة مصر. تولوز: شباب ميلان. ISBN:9782745926388. OCLC:421703313.[15]
- قاسمي، محمد (2007). بيروت القرن الحادي والعشرين. آرل: أعمال الجنوب. ISBN:9782742765218.
- قاسمي، محمد (2008). المشرق بعد الحب. آرل: أعمال الجنوب. ISBN:9782742776139.

### مسرحيات
- قاسمي، محمد (1998). 1962، ما هو الاستقلال؟ : ذهبت فرنسا!. آرل: أعمال الجنوب. ISBN:9782742719068. OCLC:316391120.[16]
- قاسمي، محمد (2005). تاكسي بابل. لانسمان. ISBN:9782872824823. OCLC:64450795.[17]
- قاسمي، محمد (2006). أرض مقدسة. باريس. ISBN:9782749809700. OCLC:420982885.{{استشهاد بكتاب}}:  صيانة الاستشهاد: مكان بدون ناشر (link)[18]
- قاسمي، محمد (2015). على طاولة الخلود. باريس: فن وكوميديا. ISBN:9782844229939. OCLC:913193024.[19]

### الكتب غير الخيالية
- دراغون، شانتال؛ قاسمي، محمد (1990). عربي، هل قلت عربي؟ 25 قرنا من الآراء الغربية عن العرب. باريس. ISBN:9782715808317. OCLC:319828364.{{استشهاد بكتاب}}:  صيانة الاستشهاد: مكان بدون ناشر (link)[20]
- دراغون، شانتال؛ قاسمي، محمد (1992). ولادة الصحراء. باريس: Balland. ISBN:9782715809659. OCLC:397950940.
- قاسمي، محمد (1997). "استقلال واضح". طفولة جزائرية. باريس: غاليمار. ISBN:9782070747160. OCLC:37448508.
- قاسمي، محمد (2001). العالم العربي. تولوز: منشورات ميلان. ISBN:9782841134212. OCLC:300181753.[21]

## الجوائز
- 2005: جائزة جمعية المؤلفين الدراميين والملحنين الفرانكوفونيين.[22]